# 磁浮ロウ梨駅
磁浮㮾梨駅（じふろうりえき）は、中華人民共和国湖南省長沙市長沙県㮾梨街道に所在する長沙磁浮快線の鉄道駅。

## 歴史
2014年7月に建設が開始。当初は2015年末に完成を予定していたが、翌年5月6日に開業はずれ込んだ。開業とともに同線唯一の途中駅となった。

## 隣の駅
長沙地下鉄
■長沙磁浮快線
磁浮高鉄駅 - 磁浮㮾梨駅 - 磁浮機場駅